# Port lotniczy Mysore
Port lotniczy Mysore (IATA: MYQ, ICAO: VOMY) – port lotniczy położony w Mysore, w stanie Karnataka, w Indiach.